# Кабаровецька сільська рада
Кабарове́цька сільська́ ра́да — адміністративно-територіальна одиниця та орган місцевого самоврядування у Зборівському районі Тернопільської області. Адміністративний центр — село Кабарівці.

## Загальні відомості
Кабаровецька сільська рада утворена в 1939 році.
- Територія ради: 1,746 км²
- Населення ради: 586 осіб (станом на 2001 рік)
- Територією ради протікає річка Стрипа

## Населені пункти
Сільській раді були підпорядковані населені пункти:
- с. Кабарівці
- с. Метенів

## Склад ради
Рада складалася з 14 депутатів та голови.
- Голова ради: Процик Марія Орестівна
- Секретар ради: Романів Надія Омелянівна

### Керівний склад попередніх скликань
| Прізвище, ім'я, по батькові | Основні відомості                                                                    | Дата обрання | Дата звільнення |
| --------------------------- | ------------------------------------------------------------------------------------ | ------------ | --------------- |
| Процик Марія Орестівна      | Сільський голова, 1960 року народження, освіта вища                                  | 26.03.2006   | 31.10.2010      |
| Процик Марія Орестівна      | Сільський голова, 1960 року народження, освіта вища, Політична партія «Наша Україна» | 31.10.2010   |                 |

Примітка: таблиця складена за даними сайту Верховної Ради України

### Депутати
За результатами місцевих виборів 2010 року депутатами ради стали:

#### За суб'єктами висування
| Суб'єкт висування | Кількість обраних депутатів | %    |
| ----------------- | --------------------------- | ---- |
| Самовисування     | 13                          | 92,9 |
| Народна партія    | 1                           | 7,1  |

#### За округами
| № округу       | Прізвище, ім'я, по батькові       | Дата визнання обраним | Освіта             | Партійна приналежність                | Відомості про обраного депутата                                              |
| -------------- | --------------------------------- | --------------------- | ------------------ | ------------------------------------- | ---------------------------------------------------------------------------- |
| Народна Партія |                                   |                       |                    |                                       |                                                                              |
| 5              | Пончик Борис Данилович            | 05.11.2010            | середня            | член Народної партії                  | тимчасово не працює                                                          |
| Самовисування  |                                   |                       |                    |                                       |                                                                              |
| 1              | Окрутний Андрій Ігорович          | 05.11.2010            | середня            | позапартійний                         | Зборівський коледж, студент                                                  |
| 2              | Лехняк Наталя Романівна           | 05.11.2010            | середня спеціальна | позапартійна                          | Кабарівецька загальноосвітня школа, повар                                    |
| 3              | Романків Василь Ярославович       | 05.11.2010            | середня            | позапартійний                         | тимчасово не працює                                                          |
| 4              | Мазур Петро Борисович             | 05.11.2010            | середня            | позапартійний                         | Тернопільський національний педагогічний університет ім. В. Гнатюка, студент |
| 6              | Процик Тарас Васильович           | 05.11.2010            | середня            | член Політичної партії «Наша Україна» | Укрполь — 2005, водій                                                        |
| 7              | Романів Надія Омелянівна          | 05.11.2010            | середня            | позапартійна                          | Кабарівецька сільська рада, секретар                                         |
| 8              | Шаркевич Олександр Олександрович  | 05.11.2010            | середня            | позапартійний                         | ДП "Захід дорпром ", сторож                                                  |
| 9              | Маланчук Оксана Євгенівна         | 05.11.2010            | середня спеціальна | позапартійна                          | Клуб с. Кабарівці, техпрацівник                                              |
| 10             | Гірник Ольга Іванівна             | 05.11.2010            | середня спеціальна | позапартійна                          | Зборівська районна державна насінева інспекція, агроном                      |
| 11             | Шаркевич Антоніна Андріївна       | 05.11.2010            | середня спеціальна | позапартійна                          | Магазин с. Кабарівці, підприємець                                            |
| 12             | Макарчук Микола Григорович        | 05.11.2010            | середня            | позапартійний                         | пенсіонер                                                                    |
| 13             | Іванців Ігор Степанович           | 05.11.2010            | середня            | позапартійний                         | тимчасово не працює                                                          |
| 14             | Маціборок Валентина Володимирівна | 05.11.2010            | середня            | позапартійна                          | Клуб с. Метенів, завідувачка                                                 |